# Daniel Wirtz

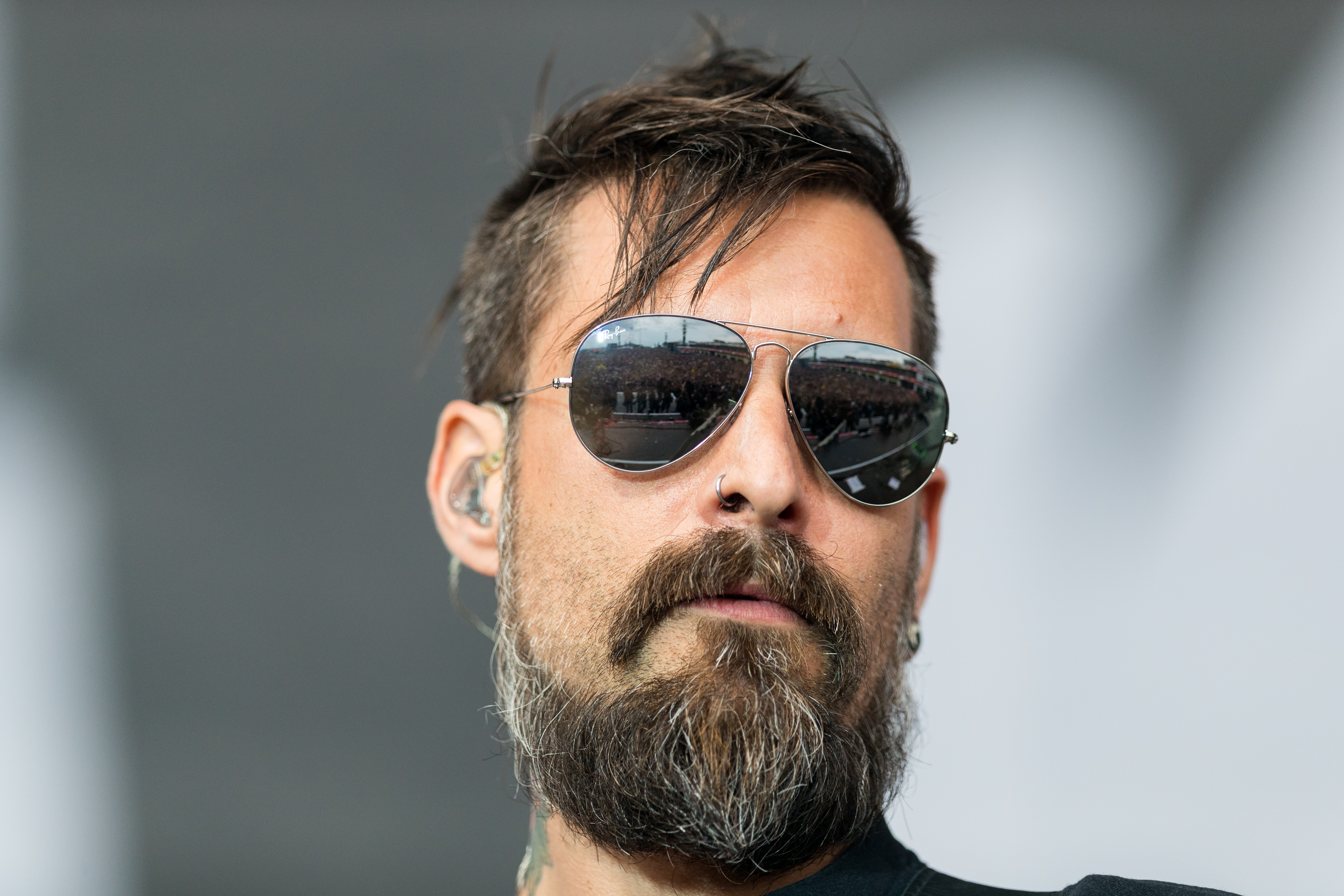
Daniel Wirtz bei Rock am Ring (2017)

Daniel Wirtz, bekannt als Wirtz, (* 19. Oktober 1975 in Heinsberg) ist ein deutscher Sänger und Songwriter. Erste Erfolge hatte er ab 1999 als Kopf und Sänger der Band Sub7even. Seit 2007 veröffentlicht und tourt er ausschließlich als Solokünstler mit Band.

## Musikalische Laufbahn als Solokünstler
11 Zeugen (2008)
Nachdem Daniel Wirtz mit Sub7even deren vorerst letztes Album Lovechainsnrockets veröffentlicht hatte, zog er nach Frankfurt, wo das Album entstanden war und arbeitete an den ersten deutschsprachigen Stücken. Der Frankfurter Musiker und Produzent Matthias Hoffmann begleitet von Beginn an Wirtz’ Solokarriere musikalisch und geschäftlich. 2007 stellte Wirtz auf seiner MySpace-Präsenz erstmals drei Titel vor, die mehr als eine Million Mal angeklickt wurden. Die Zusammenarbeit mündete schließlich im Debütalbum 11 Zeugen, das im April 2008 auf Platz 94 in den deutschen Albumcharts einstieg. Für die anschließende Tour, die Wirtz gemeinsam mit Brand New Demon durch kleine Clubs in ganz Deutschland führte, belegte er einen zweiten Platz in der Publikumskategorie beim Live Entertainment Award.
11 Zeugen erschien – wie alle folgenden Alben – auf dem eigenen Label WirtzMusik, das Wirtz und Hoffmann gemeinsam betreiben und das sich um die Vermarktung, Herstellung und Vertrieb des Wirtz-Merchandise kümmert.
Erdling (2009)
Der Nachfolger Erdling erschien im Folgejahr; die Reaktionen waren positiv. Michael Edele schrieb auf laut.de, dass „auch ‚Erdling‘ […] ein rundum gutes Album mit nachdenklichen, nie zu plakativen Texten und meist melancholischer Musik geworden“ sei. Matthias Mineur schrieb im Metal Hammer: „Mit seiner zweiten Soloscheibe Erdling legt Wirtz ein weiteres großartiges Rock/Alternative Rock-Album vor, mit dem Chris Cornell sicherlich die ganze Welt begeistern würde.“ Das zweite Wirtz-Werk landete auf Platz 44 der Charts.
Akustik Voodoo (2011)

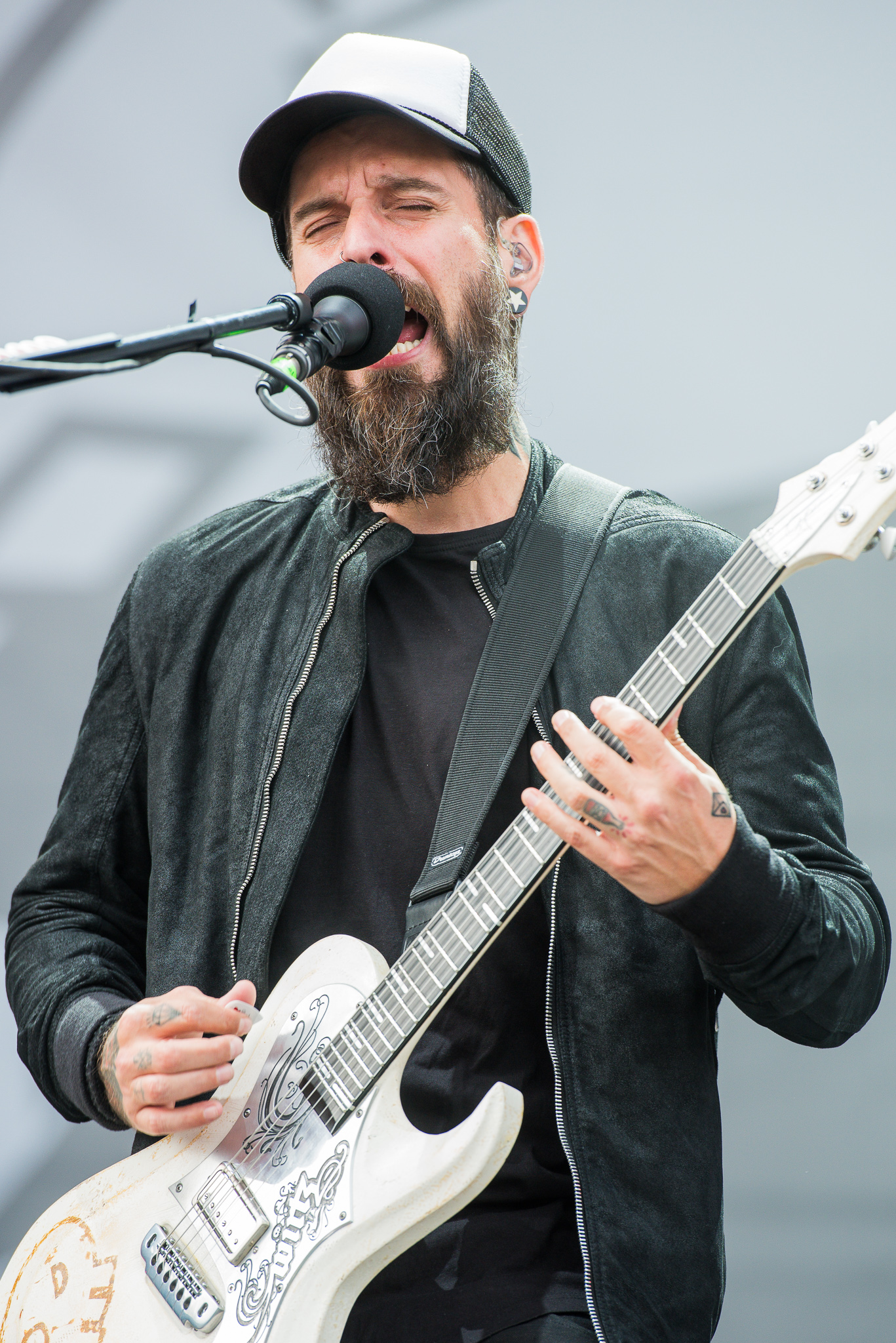
Wirtz beim Rock im Park 2016

Den bislang größten kommerziellen Erfolg hatte Wirtz mit dem 2011er-Studioalbum Akustik Voodoo, das den fünften Platz der deutschen Albumcharts erreichte. In der Folge spielte Wirtz auf deutschen Sommerfestivals wie Rock am Ring und Rock im Park, das Taubertal-Festival, das Deichbrand und das Open Flair.
Unplugged (2014)
2014 brachte der Musiker ein Unplugged-Album heraus; Unplugged erschien am 21. Februar 2014 und enthält 14 Stücke. Anfang März erreichte das Album Platz 19 der deutschen Albumcharts, auf der Unplugged-Tour – zusammen mit einem Pianisten und einem Streicherensemble – tourte die Band ab 19. März 2014 bis zum Ende des Jahres durch Deutschland. Der Mitschnitt des Konzerts im Gibson in Frankfurt am Main erschien als Live & Unplugged-Album.
Auf die Plätze, fertig, los (2015)
Am 19. Juni 2015 veröffentlichte Wirtz sein 5. Studioalbum Auf die Plätze, fertig, los, das auf Platz 6 der deutschen Albumcharts einstieg. Das Legacy-Magazin attestiert den 12 Songs, dass „Wirtz es dabei schafft, seinen unvergleichlichen, leicht melancholischen Stil in griffige Alternative-Rock-Nummern zu verpacken, die den Hörer nicht nur musikalisch, sondern auch inhaltlich sofort in ihren Bann zu ziehen vermögen.“
10 Jahre Wirtz (2016)
Im Jahr 2016 wurde ein Best Of unter dem Motto Eine halbe Ewigkeit veröffentlicht. Mit zwei neuen Liedern: Wer wir waren und Seelen.
Die fünfte Dimension (2017)
2017 erschien das fünfte Studioalbum Die fünfte Dimension in zwei Versionen: Als Standard-CD mit 12 neuen Songs sowie als Limited Deluxe Version inklusive einer DVD und zwei CDs 10 Jahre – Live in Bochum.
Unplugged II (2020)
Am 17. Januar 2020 erschien das Album Unplugged II. Produziert wurde es von Matthias Hoffmann. Die Tour zum Album wurde wegen der Coronakrise verschoben.

## Sing meinen Song – Das Tauschkonzert
Wirtz nahm als einer von acht Künstlern an der zweiten Staffel der Fernsehsendung Sing meinen Song – Das Tauschkonzert teil, die in acht Folgen im Mai/Juni 2015 auf VOX ausgestrahlt wurde. Die ihm gewidmete Episode wurde am 23. Juni 2015 erstausgestrahlt. Durch die Sendungen wurde Wirtz einem größeren Publikum bekannt. Drei Mal wurden seine Interpretationen der Lieder der anderen teilnehmenden Künstler zum Song des Abends gewählt. In der Kalenderwoche 26 war Wirtz gleichzeitig mit vier Alben und drei Singles in den deutschen Top 100 vertreten.

## One Night Song – Blind Date im Wirtz-Haus
Im Jahr 2017 erhielt Wirtz bei Vox eine eigene Show, die den Titel One Night Song – Blind Date im Wirtz-Haus trug. Die Pilotfolge mit Andreas Gabalier lief am 31. Mai 2016. Dabei traf er sich mit einem Musiker, ohne zu wissen, wer dieser sein wird. Der Künstler brachte dabei drei seiner Lieblingslieder mit, von denen eines zusammen neu interpretiert und vor Publikum vorgetragen wurde. Vox sendete die erste Folge der 2017 produzierten Staffel im April und verschob die Ausstrahlung weiterer Folgen wegen zu geringer Quoten zunächst. Ab 27. Juni 2017 liefen die restlichen fünf Folgen, in denen Ella Endlich, Glasperlenspiel, Max Mutzke, Wolfgang Niedecken, Henning Wehland und Kai Wingenfelder zu Gast waren.

## Sonstiges
2006 wirkte Wirtz zusammen mit Stephan Weidner bei dem Bandprojekt Nordend Antistars mit, unter dem die Single Unser Stadion – Unsere Regeln veröffentlicht wurde.

## Privates
Wirtz lebt in Frankfurt am Main und hat einen Sohn.

## Diskografie
Studioalben

| Jahr | Titel Musiklabel                                 | Höchstplatzierung, Gesamtwochen, AuszeichnungChartplatzierungen (Jahr, Titel, Musiklabel, Platzierungen, Wochen, Auszeichnungen, Anmerkungen) | Höchstplatzierung, Gesamtwochen, AuszeichnungChartplatzierungen (Jahr, Titel, Musiklabel, Platzierungen, Wochen, Auszeichnungen, Anmerkungen) | Höchstplatzierung, Gesamtwochen, AuszeichnungChartplatzierungen (Jahr, Titel, Musiklabel, Platzierungen, Wochen, Auszeichnungen, Anmerkungen) | Anmerkungen                             |
| Jahr | Titel Musiklabel                                 | DE | AT | CH | Anmerkungen                             |
| ---- | ------------------------------------------------ | --- | --- | --- | --------------------------------------- |
| 2008 | 11 Zeugen Wirtzmusik (RTD)                       | DE16 (10 Wo.)DE | AT28 (5 Wo.)AT | CH29 (3 Wo.)CH | Erstveröffentlichung: 28. März 2008     |
| 2009 | Erdling Wirtzmusik (Tonpool)                     | DE30 (11 Wo.)DE | AT56 (2 Wo.)AT | CH63 (1 Wo.)CH | Erstveröffentlichung: 23. Oktober 2009  |
| 2011 | Akustik Voodoo Wirtzmusik (Tonpool)              | DE5 (2 Wo.)DE | — | — | Erstveröffentlichung: 19. August 2011   |
| 2015 | Auf die Plätze, fertig, los Wirtzmusik (Tonpool) | DE6 (16 Wo.)DE | AT9 (7 Wo.)AT | CH13 (6 Wo.)CH | Erstveröffentlichung: 19. Juni 2015     |
| 2017 | Die fünfte Dimension Wirtzmusik (Tonpool)        | DE3 (7 Wo.)DE | AT34 (1 Wo.)AT | CH81 (1 Wo.)CH | Erstveröffentlichung: 17. November 2017 |
| 2024 | DNA Wirtzmusik (Tonpool)                         | DE4 (3 Wo.)DE | — | — | Erstveröffentlichung: 2. Februar 2024   |

## Auszeichnungen
- 2008: Live Entertainment Award: Zweiter Platz in der Kategorie Club Künstler des Jahres (Publikumspreis)[11]
- 2015: Bambi: Musik National – Sing meinen Song (das Tauschkonzert)